# Lajos Szentgáli
Lajos Szentgáli (ur. 7 czerwca 1932 w Budapeszcie, zm. 2 listopada 2005 tamże) – węgierski lekkoatleta specjalizujący się w biegach średniodystansowych, dwukrotny uczestnik letnich igrzysk olimpijskich (Helsinki 1952, Melbourne 1956). Mistrz Europy z Berna (1954) w biegu na 800 metrów.

## Sukcesy sportowe
- sześciokrotny mistrz Węgier w biegu na 800 m – 1954, 1956, 1957, 1958, 1959, 1961
- mistrz Węgier w biegu na 1500 m – 1961[2]

| Rok  | Miasto    | Zawody                               | Konkurencja   | Wynik       |
| ---- | --------- | ------------------------------------ | ------------- | ----------- |
| 1954 | Berno     | mistrzostwa Europy                   | bieg na 800 m | złoty medal |
| 1954 | Budapeszt | igrzyska młodzieży i studentów (UIE) | bieg na 800 m | złoty medal |
| 1955 | Warszawa  | igrzyska młodzieży i studentów (UIE) | bieg na 800 m | złoty medal |
| 1958 | Sztokholm | mistrzostwa Europy                   | bieg na 800 m | 5. miejsce  |

## Rekordy życiowe
- bieg na 400 m – 48,0 – 1955
- bieg na 800 m – 1:47,1 – Berno 28/08/1954 (ówczesny rekord Węgier)
- bieg na 1500 m – 3:43,0 – 1961